# ウスマン・ガルバ
デスティニー・ウスマン・ガルバ・アラリ（Destiny Usman Garuba Alari, 2002年3月9日 - ）は、スペイン・マドリード州マドリード出身のプロバスケットボール選手。ポジションはパワーフォワードまたはセンター。

## 来歴

### 生い立ち
マドリード出身。両親は共にナイジェリア人だが、ガルバが生まれる前に紛争を避けてヨーロッパに移住し、1990年代からスペインに定住していた。幼少期はサッカーをしていたが、急激に身長が伸びたことからバスケットボールを始めた。

### レアル・マドリード・バロンセスト（2017年 - 2021年）
2017年からリーガACBのレアル・マドリード・バロンセストのBチームでプレー。2017-18シーズンは11試合に出場して平均11.1得点、9.2リバウンド、1.7ブロックの成績を記録した。2018-19シーズンもBチームで開幕を迎えたが、2018年10月28日にトップチームデビューを果たした。16歳でのリーガACBデビューはルカ・ドンチッチ、ロベルト・ヌニェスに続く史上3番目の速さだった。その後、2021年に2021年のNBAドラフトへのエントリーを表明。

### ヒューストン・ロケッツ（2021年 - 2023年）
2021年のNBAドラフトで、全体23位でヒューストン・ロケッツから指名された。これを受けてレアル・マドリードは、ガルバとの契約を解消した事を発表した。2021年8月16日正式にロケッツと契約した。

### オクラホマシティ・サンダー
2023年7月8日に、5チームが絡むトレードでアトランタ・ホークスに移籍した。同月12日に再びトレードされ、オクラホマシティ・サンダーに移籍した。同年8月21日付でサンダーからウェイブされた。

### ゴールデンステート・ウォリアーズ（2023年 - 2024年）
同年9月25日、ゴールデンステート・ウォリアーズとツーウェイ契約を結んだ。

### レアル・マドリード・バロンセストへ復帰（2024年 - ）
2024年8月20日、レアル・マドリード・バロンセストへの復帰が発表された。契約期間は3年。

## 人物
尊敬する選手としてカリーム・アブドゥル＝ジャバーを挙げている。